# André Rivest
André Rivest, né le 28 avril 1942 à Repentigny, est un ecclésiastique canadien. Il est évêque du diocèse de Chicoutimi de 2004 à 2017. 

## Biographie
Natif de Repentigny, il fait son cours classique au collège de l'Assomption (122e cours) et complète des études théologiques au grand séminaire de Montréal. Il se perfectionne ensuite dans le domaine de l’éducation (maîtrise en éducation, avec spécialisation en orientation et counselling) à l'université catholique d'Amérique, à Washington. 
Il est ordonné prêtre à la basilique Notre-Dame de Montréal par le cardinal Paul-Émile Léger, en 1966. Il agit à titre de vicaire dans sa paroisse d’origine (été 1966), puis de professeur (1966-1980) dans le collège classique qui l'avait formé. En 1980, il devient directeur du Grand séminaire de Montréal, puis curé de la paroisse Saint-Maxime de Laval (1990-1995), tout en étant responsable du Service d’accompagnement vocationnel du diocèse de Montréal. Il a fait également fonction d’animateur spirituel auprès des Cursillistes.
Il reçoit la consécration épiscopale en 1995, du cardinal Jean-Claude Turcotte, sur décision du pape Jean-Paul II, et devient évêque auxiliaire du diocèse de Montréal.
En 2004, il est nommé évêque de Chicoutimi par le pape Jean-Paul II, y succédant à Jean-Guy Couture.
Sa devise épiscopale est « Messagers d’espérance ».
Ayant atteint la limite d'âge, il se retire le 18 novembre 2017. 